# Bawełniak peruwiański
Bawełniak peruwiański (Sigmodon peruanus) – gatunek ssaka z podrodziny bawełniaków (Sigmodontinae) w obrębie rodziny chomikowatych (Cricetidae).

## Zasięg występowania
Bawełniak peruwiański występuje na równinach przybrzeżnych Oceanu Spokojnego i przylegającego podgórza Andów w zachodnim Ekwadorze i północno-zachodnim Peru.

## Taksonomia
Gatunek po raz pierwszy zgodnie z zasadami nazewnictwa binominalnego opisał w 1897 roku amerykański zoolog Joel Asaph Allen nadając mu nazwę Sigmodon peruanus. Holotyp pochodził z Trujillo, w Regionie La Libertad, w Peru.
Autorzy Illustrated Checklist of the Mammals of the World uznają ten takson za gatunek monotypowy.

### Etymologia
- Sigmodon: gr. σῖγμα sigma „litera Σ”; ὀδούς odous, ὀδóντος odontos „ząb”; w aluzji do sigmoidalnego wzoru na zębach trzonowych gdy ich korony są zużyte[11].
- peruanus: Peru[12].

## Morfologia
Długość ciała (bez ogona) 120–172 mm, długość ogona 79–116 mm, długość ucha 16–20 mm, długość tylnej stopy 28–34 mm; masa ciała 72 g. 

## Tryb życia
Są spotykane od poziomu morza do 1600 m n.p.m. Zamieszkują suche lasy nad rzeką. Zanotowano je także na wilgotnych łąkach. Występują także na obszarach rolniczych. Niewiele wiadomo o zachowaniu osobników z tego gatunku. Przypuszcza się, że jest podobne do zachowania innych z rodzaju Sigmodon. Żywi się roślinami zielnymi, grzybami, niektórymi nasionami i owadami. Ich gniazda są zakładane pod kłodami, skałami, lub gęstymi kępami.

## Populacja
Są gatunkiem mało powszechnym.

## Zagrożenia
Wydają się nie mieć większych zagrożeń, ale są wypierane przez myszowate.